# География на Япония
Япония е държава в Източна Азия, разположена на около 4000 острова в Тихия океан. Площ – 377 972 km². Население на 1 януари 2021 г. – 126,5 млн. души. Столица – град Токио.

## Географско положение, граници, големина, брегове
Япония е държава, разположена на острови в Тихия океан, в близост до бреговете на Източна Азия. В състава на страната влизат около 4000 острова, простиращи се от североизток на югозапад почти на 3500 km, като главните острови са: Хоншу 231 100 km², Хокайдо 83 456 km², Кюшу 42 177 km² и Шикоку 18 790 km². Големи инженерни съоръжения (подводни тунели, мостове) способстват за връзките между главните острови. Общата дължина на бреговата линия на страната е 33 287 km. На изток и юг бреговете на Япония се мият от водите на Тихия океан, на запад – от водите на Източнокитайско и Японско море, а на север – от водите на Охотско море. На север протока Лаперуз и на североизток протоците Курилски, Измяна и Руски отделят Япония от руските острови Сахалин и Курилски, а на запад Корейския проток – от полуостров Корея. Бреговете на основните японски острови, обърнати към Японско море и тихоокеанското крайбрежие на остров Хоншу на север от 35° с.ш. са сравнително слабо разчленени и на значително протежение се съпроводени от древни морски тераси. Южното крайбрежие на Хоншу, бреговете на остров Шикоку и Кюшу са изрязани от многочислени заливи, полуострови и протоци с множество малки острови и скали в тях. Тук е разположено Вътрешното Японско море, притежаващо брегова линия с много сложна конфигурация. Най-големите полуострови са: Кии (на остров Кюшу), Осима (на остров Хокайдо) и др. В участъците със скорошно (в геоложки смисъл) потъване на бреговата линия (бреговете на протоците Кии, Бунго и някои други) са развити ингресионни риасови брегове. Южните острови Рюкю са обградени с мощни коралови рифове.
Крайни точки:
- на север – остров Бентедзима, на северозапад от нос Соя, на остров Хокайдо, 45°31’36” с.ш.
- на юг – атол Окинотори, 20°25’22” с.ш.
- на запад – нос Иридзаки, на остров Йонагуни, от о-вите Рюкю, 122°56’02” и.д.
- на изток – остров Минамитори, 153°59’09” и.д.

## Релеф
Над 3/4 от територията на Япония е заета от възвишения и планини (предимно ниски и средно високи). Низините (най-голяма – Канто, или Токийска) са разположени на отделни участъци по крайбрежието. На остров Хокайдо основните планини явяващи се продължение на планинските вериги на Сахалин и Курилските острови, се простират от север на юг и от североизток на югозапад. Най-високите върхове са разположени в района на техните пресичания и превишават 2000 m (връх Асахи, 2290 m). В северните части на остров Хоншу се простират 3 успоредни средно високи вериги, разделени от надлъжни долини и котловини. Осово положение заема хребета Оу (2041 m), на запад от него са разположени хребетите Дева (125 m) и Етиго (2176 m), а на изток – хребетите Китаками (1914 m) и Абукума (1193 m). Централните и западните вериги са увенчани с вулкани. В средните части на Хоншу се пресича зоната на разломите Фоса Магна (дължина около 250 km), над която се извисяват редица вулкани, в т.ч. най-високия на Япония – Фуджи (3776 m). В централните части на Хоншу са разположени хребетите Хида (3061 m), Кисо (2956 m), Акаиси (3192 m), върховете на които имат алпийски релеф и голяма част от годината са покрити със сняг. Като цяло в Япония (само но остров Хоншу) се наброяват 16 върха, превишаващи 3000 m. В югозападната част на Хоншу в пределите на тектонско понижение се намира равнината Кинки с разположеното в нея най-голямо японско езеро бива. Това понижение, западно продължение на което е Вътрешното Японско море, разделя две планински вериги – северна (вътрешна), простираща се по по оста на западната част на Хоншу и южна (външна) – на полуостров Кии и островите Шикоку и Кюшу. Максималната височина на остров Шикоку е връх Исидзути (1981 m), а на остров Кюшу – вулкана Кудзю (1788 m). На островите Рюкю преобладават платата и ниските планини.

## Геоложки строеж, полезни изкопаеми
Японската островна дъга влиза в състава на Западнотихоокеанския геосинклинален пояс. От напречната зона разломи Фоса Магна (в средната част на остров Хоншу) територията на Япония се разделя на два участъка – югозападен и североизточен, различаващи се по своя строеж.
Югозападната част на Япония (островите Кюшу, Шикоку и южната част на Хоншу) е усложнена от многочислени гънки, надлъжни навлаци, тела с габро-хипербазитен комплекс, ганитоиди и тесни метаморфни зони с различна възраст. В нея се различават външен пояс, разположен на юг, и вътрешен – на север, разделени от надлъжния разлом Медиана. Северната част на вътрешния пояс (зоната Хида-Оки) е изградена от гънки, гранити и гнайси с палеозойско-триаска възраст, като е възможно и присъствие на докомбрийски скали. В южната част на вътрешния пояс (зоната Сангун-Яготи и Реке) са разпространени евгеосинклинални наслаги от карбона до триаса и много по-млади теригенни и наземно-вулканични слоеве. Формирането на нагънатата структура и гранитния слой се отнасят към кредата. Много характерно е широкото разпространение на горнокредни вулкано-плутонични формации, като в синклиналата Идзуми са развити теригенни пластове, дислоцирани в края на кредата и палеогена. Във външния пояс на югозападните части на Япония са развити мощни евгеосинклинални пластове – от палеозайски до юрски в зоната Титибу и от кредни до ранномиоценски в зоната Симанто. Тук възрастта на нагънатите пластове и гранитния слой е къснокайнозойска. Структурните зони в Югозападна Япония продължават от остров Кюшу и на островите Рюкю.
Голяма част от североизточните райони на Япония е изградена от палеозойско-мезозойски пластове, на места метаморфозирани, които имат кредна нагънатост и слой гранитна кора – зоната Китаками-Абукума на остров Хоншу и южните части на остров Хокайдо. На останалата територия на Хокайдо са разпространени палеозойско-мезозойски евгеосинклинални наслаги (понякога метаморфозирани), тела от габро-хибербазитов комплекс и къснокайнозойски гранитен слой. Върху много по-древни структури е разположена неогеновата зона на Японската островна дъга и островите Рюку и е представена от кватернерни вулкани, силна сеизмичност, млади дислокации и преустройство на земната кора. Особено разпространение имат младите вулканични образувания в зоната на „зелените туфи“, лежащи на продължението на Идзу-Бонинската островна дъга. Територията на страната като цяло се характеризира с висока сеизмичност (разрушителни земетресения са регистрирани през 1855, 1891, 1897, 1923 – столицата Токио е напълно разрушена) и активен вулканизам (около 150 вулкана, от които около 40 са действащи). Вулканичните райони са богати на минерални и термални източници.
Като цяло Япония е бедна на полезни изкопаеми. Най-важните от тях са (запаси в млн. т): въглища – 8630; желязна руда – 228; сяра – 67,6; манганова руда – 5,4; оловно-цинкова руда – 4,7; нефт – 3,8; медна руда – 2,0; хромова руда – 1,0, а също злато, сребро и живак.

## Климат
Климатът на Япония е мусонен, на север – умерен, в южните части – субтропичен, а на о-вите Рюкю – тропичен. На остров Хокайдо в Сапоро средната януарска температура е -5°С, средната юлска – 22°С, в Кагошима, съответно 6°С и 27°С, а на остров Окинава – 16°с и 28°С.
- Климатограма
- Вакканай (Хокайдо)
- Токио (Хоншу)
- Кагосима (Кюшу)

Зимният мусон духа от континента и като цяло охлажда територията на страната, макар че въздухът доста се нагрява и овлажнява по перифериите на незамръзващите морета. С този мусон са свързани зимния максимум на валежите и многоснежните зими по западните крайбрежия на островите Хоншу и Хокайдо и в хребета Хида. Склоновете на планините, обърнати към Тихия океан, през зимата остават относително сухи. Летният мусон се проявява слабо, в сравнения със зимния и е влажен предимно по югоизточните периферии на японските острови. С него е свързан летния максимум на валежите (бай у – „сливов дъжд“), играещ важна роля за оризопроизводството. Обичайно явление са тайфуните (от 15 до 30 пъти ежегодно), проявяващи се предимно през есента и съпроводени с ураганни ветрове и порои, като често преместват максимума на валежите през този сезон. Като цяло климатът на Япония е влажен (средно около 1800 mm годишно, а по тихоокеанските склонове в южните части на Хоншу, в хребета Хида и в някои райони на островите Шикоку и Кюшу – над 3000 mm годишно). Най-малко количество валежи (800 – 1200 mm годишно) падат в източната част на остров Хокайдо, в някои затворени междупланински котловини и по бреговете на Вътрешното Японско море, всички те обградени от планини, възпрепятстващи нахлуването на влажни въздушни маси.

## Води
Япония има гъста речна мрежа, съставена от къси, предимно планински реки, като най-големите са: Синана (367 km), Тоне (322 km), Исикари (268 km), Тесио (256 km), Китаками (249 km), Абукума (239 km), Кисо (229 km), Могами (229 km), Тенрю (213 km), Агано (210 km). Енергийните хидроресурси на страната се оценяват на 52,7 млн. квт. Реките от басейна на Японско море се отличават със зимно-пролетно пълноводие, а тези от басейна на Тихия океан – с лятно пълноводие. Често явление са епизодичните прииждания и наводнения, в резултат от преминаването на тайфуните. Водите на много от тях се използват за напояване, като за целта са изградени хиляди малки и големи водоеми. Равнинните участъци на големите реки са достъпни за плитко газещи речни съдове. Езерата в страната са многочислени и разнообразни по произход. Най-голямо е езерото Бива (670 km²), разположено в тектонска падина. Срещат се още вулканични: Инавасиро (103 km²), Товада, Кушаро и лагунни: Касомигаура (168 km²), Сарома (152 km²).

## Почви
На север са разпространени подзолисти и ливадно-блатни почви, в южните части на умерения пояс – кафявите горски почви, а в субтропиците и тропиците – жълтоземните и червеноземните почви. В планините почвите са предимно каменисто-чакълести, често с включена вулканична пепел, а в равнините – окултурените алувиални почви.

## Растителност
Над 2/3 от територията на Япония е заета от гори и храсти, като значителна част от горите (над 1/3) са изкуствени насаждения. Запасите от дървесина се оценяват на 1,9 млрд. m³. Иглолистните видове съставляват около 50% от общите запаси и 37% от горската площ. Общо във флората на Япония се наброяват над 700 вида дървета и храсти и около 3000 вида треви. В страната са се съхранили многочислени представители на древната (преди кватернера) флора (папрати, хвощове и др.). Островната изолация на страната е способствала за високия процент ендемити. За японците някои от видовете растения са наситени със символично значение. Например вишневите цветове (сакура) означават краткотрайна красота, докато борът (матцу) е символ на дълголетие.
На остров Хокайдо преобладават иглолистните гори съставени предимно от смърч и ела с гъст бамбуков подлес. Във височина горите се заменят с кедров клек и бреза, тревисто-храстови формации и храстовидна пустош. Горната граница на иглолистните гори се повишава от 500 m в северната част на остров Хокайдо до 1800 – 2000 m на остров Хоншу. В по-южните райони на страната иглолистните гори постепенно се заменят с листопадни широколистни (дъб, бук, клен, местен вид гръцки орех, кестен, ясен, липа и др.). В югозападната част на остров Хокайдо те се срещат от крайбрежието до височина 500 m, а на остров Хоншу – до 1800 m. Долните части от склоновете на планините на остров Хоншу на юг от 38° с.ш. и склоновете на планините на островите Шикоку и Кюшу на височина до 800 m са покрити с вечнозелени субтропични гори, с участието на вечнозелен дъб, магнолия, камфорово дърво, криптомерия, японски кипарис и др., с богат подлес и обилие от лиани. В крайния юг на остров Кюшу и на островите Рюкю на височина до 300 m са разпространени мусонни гори с участие на палми, фикуси, дървовидни папрати, бамбук, орхидеи.
В японската кухня, освен плодове и зърнени храни, се използват и някои видове цветя и листа. Растенията инспирират също така изкуството за подреждане на цветя (икебана), живописта, тъкането на платове, керамика и лакирането. Японците използват растения за приготвяне на лекарства, бои, тъкани, хартия и сечива.

## Животински свят
Животинският свят в Япония е уникален. В страната се наброяват 270 вида бозайници, около 800 вида птици, 110 вида влечуги. В моретата, миещи нейните брегове обитават над 600 вида риби и над 1000 вида мекотели. Фауната на страната включва много ендемични и реликтови видове, но като цяло е бедна на видово разнообразие, а формите са видоизменени, вследствие на островната ѝ изолация. Преобладават видовете приспособени за живот в планинските гори. Общи за Хокайдо и Хоншу се явяват животните: вълк, лисица, язовец, енотовидно куче, видра, заек и др., като само на Хокайдо се срещат кафява мечка, самур, хермелин, невестулка. Протока Цугару (Сангарски) служи като граница за много видове, обитаващи на юг (черна мечка, японски макак, антилопа, исполинска саламандра и др.). На юг от протока Тогара е развита тропическа фауна (летящо куче, множество тропически птици и насекоми). Птичият свят на страната е богат: кълвач, дрозд, синигер, лястовица, скорец, тетерев, жерав, щъркел, ястреб, орел, сова, а в крайбрежните райони изобилие от морски птици. Реките на страната са богати на различни видове сладководни риби – шаран, сом, змиорка, минога, като изкуствено се развъждат различни видове пъстърва. Морските риби с промишлено значение са: тихоокеаанска селда, далекоизточна сардина, тон, треска, камбала. Практикува се лов на морски раци, миди, скариди и др.

## Природни райони
В зависимост от географското положение, релефа, геоложкия строеж, климата, водите и растителността територията на Япония се поделя на 5 природни района:
- Северна Япония – обхваща голяма част от остров Хокайдо (без полуостров Осима). Това е най-суровия в климатично отношение район на Япония с преобладаване на ниско- и средновисоки планини, умурено студен климат със снежна зима и гъсти иглолистни гори;
- Североизточна Япония – обхваща южната част на остров Хокайдо и северната част на остров Хоншу. Преобладават средновисоките и ниските планини, климатът е умерено топъл, с прохладна зима и резки различия в режима на валежите по противоположните планински склонове. Ниските части на склоновете са заети от широколистни гори, а нагоре следва планинска тайга;
- Централна Япония – обхваща средната, най-висока част на остров Хоншу. Заедно с низините, ниските и средновисоките планини се срещат и участъци с високи хребети (Хида, Кисо, Акаиси, Фуджи). Климатът е субтропичен, в планините – умерен. Равнините са заети предимно с културна растителност, а планините – с широколистни и иглолистни гори. Това е най-усвоения и гъсто населен район на страната;
- Югозападна Япония – обхваща югозападната част на остров Хоншу, остров Шикоку и голяма част от остров Кюшу (без крайната му южна част). Релефът е ниско- и среднопланински, климатът е субтропичен с резки различия в количеството на валежите по югоизточните и северозападните склонове. Те са покрити с вечнозелени планински гори, сменящи се нагоре с широколистни и иглолистни. В равнините са получават по 2 реколти ориз годишно;
- Южна Япония – обхваща южната част на остров Кюшу и островите Рюкю. Преобладават хълмистите и нископланинските райони. Климатът и растителността са тропични, на места субтропични.[1]